# Live in Germania
Live in Germania este primul album live al trupei suedeze de black metal Marduk. Albumul a fost lansat în anul 1997 de Osmose Productions .

## Tracklist
1. "Beyond the Grace of God" – 5:08
2. "Sulphur Souls" – 5:43
3. "The Black..." – 3:52
4. "Darkness it Shall Be" – 4:51
5. "Materialized in Stone" – 5:08
6. "Infernal Eternal" – 4:59
7. "On Darkened Wings" – 3:48
8. "Wolves" – 5:37
9. "Untrodden Paths (Wolves Part II)" – 5:37
10. "Dracul va Domni Din Nou in Transilvania" – 5:08
11. "Legion" – 5:45
12. "Total Disaster" (Destruction cover) – 3:40

## Componență
- Erik "Legion" Hagstedt - voce
- Morgan Steinmeyer Håkansson - chitară
- Peter Tägtgren - chitară
- Bogge "B. War" Svensson - bas
- Fredrik Andersson - baterie